# 经典成核理论
经典成核理论（Classical nucleation theory，CNT）是用于研究成核现象的最常见的理论模型。

## 概述
基本的经典成核理论可被用于粗略地估计新相态在一系列相同成核点的成核速率R。我们可以通过下述例子来理解成核速率R：例如，在0.1m3的潮湿空气中每1秒形成100滴水，则成核速率R=1000/s。根据现代的经典成核理论，成核速率R可以用下式预测：
{\displaystyle R\ =\ N_{S}Zj\exp \left({\frac {-\Delta G^{*}}{k_{B}T}}\right)}
其中
- {\displaystyle \Delta G^{*}}是吉布斯能。{\displaystyle k_{B}T}是平均熱能。{\displaystyle T}表示絕對温度，kB为玻尔兹曼常数；
- {\displaystyle N_{S}}为成核点的数量；
- {\displaystyle j}表示的是吸附到核上的分子参与到成核过程中的速率；
- {\displaystyle Z}也被称作泽尔多维奇因子Z，表示势垒顶部的核继续生成新相态而不分解的概率。

这一表达式可以被分为两部分：第一部分{\displaystyle N_{S}\exp \left(-\Delta G^{*}/k_{B}T\right)}。在某一成核点形成核的概率正比于{\displaystyle \exp[-\Delta G^{*}/kT]}。因此，若{\displaystyle \Delta G^{*}}较大且为正，成核的概率就较低且成核速度慢。
表达式中剩下的是动力学部分{\displaystyle Zj}。这里的{\displaystyle j}表示的是物质输入的速率，而{\displaystyle Z}表示临界大小（处于能量势垒极大值）的核会继续成长的概率。处于势垒顶部的核既可以继续成长得更大而成为一种新相态，也可能开始失去分子而缩小。
以下是经典成核理论在实际中应用的一个例子。Sanz与其同事使用电脑模拟液态水中冰的成核，估计了上式中所有的物理量。他们使用的水的物理模型是TIP4P/2005。当温度降至模型中水的凝固点以下19.5 °C时，他们预估冰的成核的自由能势垒为{\displaystyle \Delta G^{*}=275k_{B}T}j = 1011/s，且泽尔多维奇因子Z = 10−3。1 m3水大概包含1028的水分子。将所有物理量代入公式可得，成核速率大概是10−83/s。这意味着在-20 °C的条件下，我们平均需要等待1083秒（1076年）才能看到一个冰核在体积为1 m3的水中出现！
需要注意的是，上述例子是水的一个理论模型中的同质（homogeneous）成核速率的预测，不是实际的水——在实验中，势垒ΔG*或动力学因子j都是无法直接从实际的水中测得的。然而，这一理论结果也表明-20 °C左右条件下的同质成核速率之慢；因此实际生活中的水在-20 °C或更高温度结冰主要是缘于异质（heterogeneous）成核，即冰是与容器表面的接触而成核。

### 同质成核

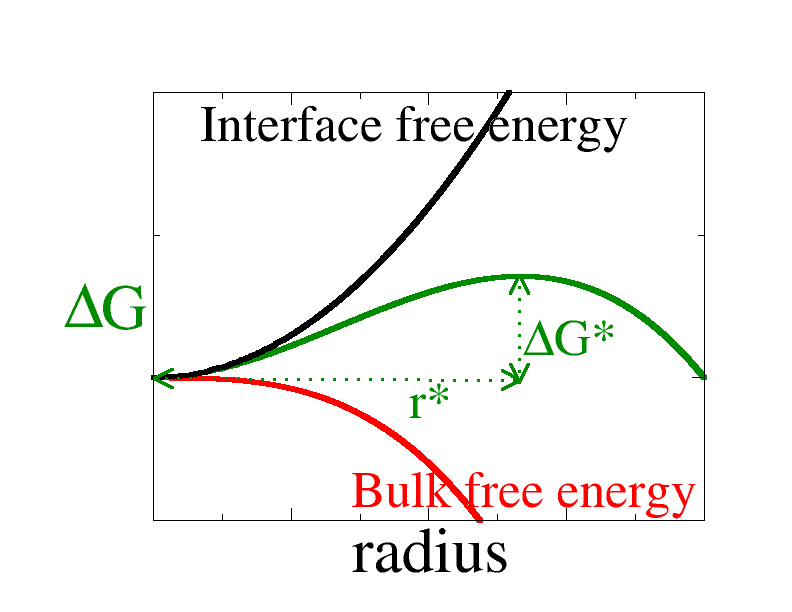
绿色曲线表示总体自由能随半径的变化关系。自由能的势垒被标记为。总自由能是体自由能（红色曲线）和界面自由能（黑色曲线）之和。

相比于异质成核，同质成核比较少见，但后者较为简单且容易理解。下面介绍如何计算同质成核中的势垒{\displaystyle \Delta G^{*}}。
根据经典理论的假设，即使是对于新相态的微观核，自由能{\displaystyle \Delta G}也可以被写作体项（bulk term）和表面项（surface term）相加的总和。其中体项正比于核的体积，而表面项正比于其表面积：
{\displaystyle \Delta G={\frac {4}{3}}\pi r^{3}\Delta g+4\pi r^{2}\sigma }
第一项即为体积项。我们假设核为球形，因此其体积相当于半径为{\displaystyle r}的球体。{\displaystyle \Delta g}表示的是每一单位体积中，已成核的相态与正在成核的相态之间的自由能差距。例如，水在过饱和空气中成核的过程中，{\displaystyle \Delta g}计算的是每一单位体积中过饱和空气的自由能与同一气压下的液态水的自由能之差。由于空气只有在过饱和的情况下才会出现成核现象，所以{\displaystyle \Delta g}为负数。第二项来源于核表面形成的界面，{\displaystyle \sigma }为界面上的表面张力，是一个正数。
对于较小的{\displaystyle r}，表达式的值主要取决于第二项且{\displaystyle \Delta G(r)>0}；当{\displaystyle r}较大时，{\displaystyle r^{3}}项的影响越来越大，最终自由能变为负数。因此当{\displaystyle r}取中间值时，自由能有一个极大值，即当{\displaystyle {\frac {dG}{dr}}=0}时，核的半径若继续增大，则其自由能开始减小。让自由能取得最大值{\displaystyle \Delta G^{*}}的半径被称作临界半径。自由能的最大值可以由下式给出：
{\displaystyle \Delta G^{*}={\frac {16\pi \sigma ^{3}}{3(\Delta g)^{2}}}}
由于{\displaystyle \Delta G}和温度相关，这一理论也说明通过调节温度可以控制成核的临界半径。上述的变量{\displaystyle \Delta g}可以表示为：
{\displaystyle {\frac {H_{f}(T_{m}-T)}{T_{m}}}}
其中{\displaystyle T_{m}}为熔点，{\displaystyle H_{f}}是生成物质的焓。因此临界半径可进一步被表示为：
{\displaystyle r_{c}\ =\ {\frac {-2\sigma T_{m}}{\Delta H_{f}}}{\frac {1}{T_{m}-T}}}
因此在{\displaystyle T_{m}}附近升高温度时，临界半径也会随之增加。

### 异质成核
不同于同质成核，异质成核发生于表面上。之所以异质成核较同质成核常见，是因为有各种因素的影响；异质成核在动力学上更容易出现，是因为异质成核的成核势垒ΔG*在表面上较同质成核的来得低。对于同质成核，核的形状是用球体近似估计的；而在异质成核中则需要考虑更多因素。

图中标记了影响异质成核的各种因素。

固体表面上的三滴液滴，其接触角从左到右依次减小。

如左图所示，影响异质成核的因素有液滴的大小、接触角的大小，以及三种不同界面之间的相互作用（液体表面与固体表面之间、固体表面和空气之间和液体表面和空气之间）。在右图中，可以看到液滴不是完全的球形，所以表面积小于{\displaystyle 4\pi r^{2}}。
右图中液滴的接触角从左到右依次减小，其表面积也随之减小。表面积的减小降低了势垒，提高的成核速率。对于简单的几何形状已有相关的理论推导。

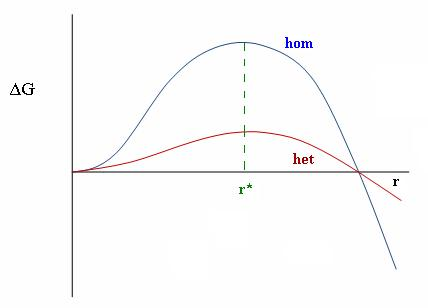
不同类型的成核表现出不同的能量势垒。

## 经典成核理论、电脑模拟和实验之间的对比
经典成核理论中有不少的假设，例如理论中将微观的核当作宏观的、具有良好定义的表面的液滴，其自由能可以用一热力学平衡下的性质——表面张力σ来估计。然而对于很小的、仅有数十分子的核，很难说是否能够继续用体积项加上表面项来处理。另外成核过程是一种隐含的热力学平衡现象，因此能否用热力学平衡下的性质来近似这一过程也是个未知数。
对于简单的模型，现代电脑的计算能力已经足以精确计算出成核速率。一个例子是硬球体模型中晶相的成核。经典成核理论估计的成核速率和电脑计算的结果相符，证明了经典成核理论是一个十分有用的近似理论。对于简单的模型，经典成核理论能给出比较好的结果，但是不一定能同样用于复杂系统。Jones等人通过数值计算经典水模型研究了水分子簇的成核。他们发现经典成核理论对于8到50个分子的水分子簇可以给出比较好的近似，然而对于更小的水分子簇却失效了。虽然经典成核理论可以通过一些更高精度的方法（例如量子化学计算）进行修正，但是经典成核理论在估计例如氩气蒸汽成核实验的时候还是会与实际结果相差好几个数量级。